# Poudre sans fumée

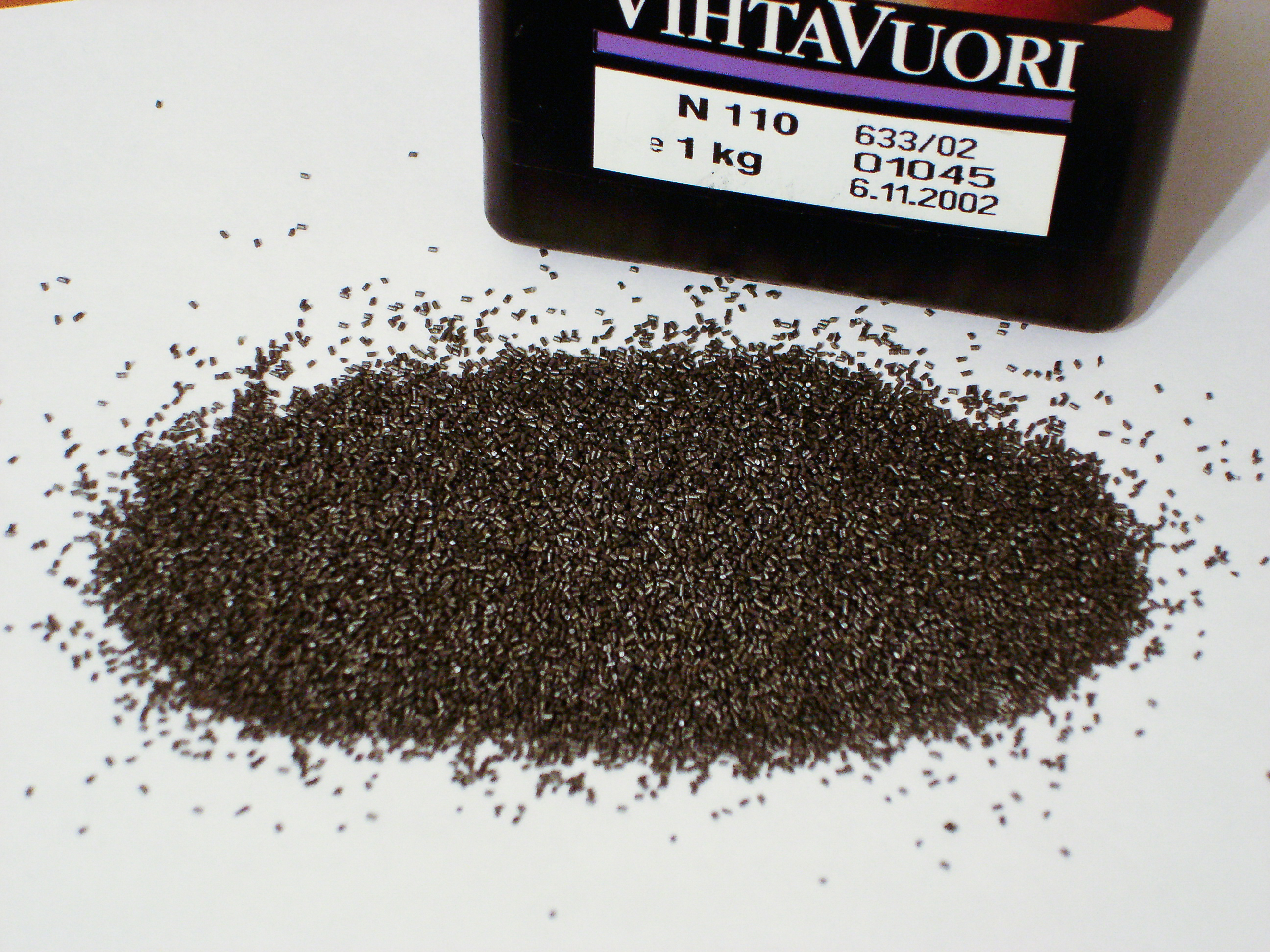
Poudre sans fumée d'origine finlandaise.

Poudre sans fumée est le terme appliqué à un ensemble de propergols utilisés dans les armes à feu et en artillerie qui produisent des quantités négligeables de fumée, au contraire de la poudre noire qu'elle remplace. Le terme « sans fumée » signifie que les produits de combustion sont essentiellement gazeux, au contraire de la poudre à canon qui produit environ 55 % de matières solides (principalement du carbonate de potassium, sulfate de potassium et sulfure de potassium). Bien que les produits de combustion de la poudre sans fumée comprennent peu de fumée, les armes d'artillerie en produisent suffisamment à chaque tir pour être détectable par une personne. 
Le terme « sans fumée » a été appliqué aux poudres à base de nitrocellulose, mais aussi au picrate mélangé aux oxydants nitrate, chlorate ou dichromate vers la fin du XIXe siècle, avant que les avantages de la nitrocellulose ne l'imposent.

## Histoire
Vers 1846, le chimiste allemand Christian Friedrich Schönbein met au point une méthode pratique de synthèse de la nitrocellulose. Ce produit est rapidement envisagé comme remplaçant de la poudre noire, mais il est encore trop instable et dangereux pour un usage militaire. Plusieurs explosions dans des manufactures seront déplorées. Frederick Augustus Abel fait breveter en 1865 un nouveau procédé bien plus sûr de fabrication. La nitrocellulose s'impose comme explosif dans les usages civils et militaires, mais elle reste trop puissante et mal maitrisée comme agent de propulsion solide. 
C'est finalement l'ingénieur principal Paul Vieille, au laboratoire central des poudres et salpêtres à Paris, qui trouvera la formule pour faire de la nitrocellulose (guncotton) un propulseur plutôt qu'un explosif destructeur. Ce composé se consume de manière non instantanée, contrairement à la poudre noire, ce qui est idéal pour la propulsion des obus et balles, et les fumées produites sont quasi transparentes. Pour obtenir cela, il a mélangé du coton-poudre et du coton-collodion. La nitrocellulose produite, dissoute dans l'éther, donne une poudre colloïdale, homogène et de consistance gélatineuse, qui devient compacte lorsque l'éther s'est évaporé.  
Elle est composée de 68,2 % de nitrocellulose « insoluble », 29,8 % nitrocellulose « soluble » (collodion) gélifiée par l'éther et 2 % paraffine. Initialement désignée « Poudre V », elle est rebaptisée « Poudre B » (« B » comme « blanche », par opposition à la poudre noire, alors appelée « poudre N » — N pour « noire » —, ou comme référence au nom du général Boulanger ministre de la guerre). Au contraire des poudres en usage à cette époque, elle produit essentiellement des gaz et peu de résidus solides de combustion, ce qui réduit l'encrassage du canon et la production de fumée pendant le tir. Elle est également peu sensible à l'humidité. De surcroît, elle est six fois plus puissante, à poids égal, que la poudre noire, ce qui permet de réduire la taille et le poids des munitions. Cette invention vaudra à Paul Vieille le prix Leconte décerné par l'Académie des sciences. 

## Comparaison avec la poudre noire
La poudre sans fumée permet de doubler la portée et la précision des armes à feu ; les armées qui l'ont détenue en premier ont eu un avantage certains sur les autres. En France, le  fusil Lebel mod.1886 est le premier au monde conçu pour tirer des cartouches chargées de poudre B ; les cartouches des obus des canons de 75 de 1897 seront également chargées de poudre B. Toutefois, du fait de la disparition des écrans de fumée, les fantassins vont devenir plus visibles des ennemis, ce qui conduira progressivement à l'adoption, par les différentes armées, d'uniformes aux couleurs du terrain : kaki, bleu, gris. En France, l'État-major, très attaché au pantalon rouge des fantassins, refusa, dans un premier temps, cette évolution. C'est pourquoi les soldats français ont débuté la guerre de 1914-18 en rouge, avant de passer au bleu horizon en 1915. 

## Améliorations
La poudre originelle présentait quelques défauts de stabilité et de vieillissement d'où des accidents comme sur les cuirassés Iéna et Liberté, qui conduiront à des modifications en « poudre BF » en 1887 , en BF(nt) en 1888 et enfin « Poudre BN3F » avant la Première Guerre mondiale. Parallèlement, Alfred Nobel suit en 1887 avec la ballistite, mélange à parties égales de nitroglycérine et de nitrocellulose. De la ballistite de Nobel est dérivée la cordite inventée en Grande-Bretagne et qui a été également largement utilisée pour l'armement portatif et l'artillerie.
Toutes les poudres sans fumée modernes, utilisées dans le chargement de munitions très diverses, sont dérivées des poudres inventées par Paul Vieille en 1884 puis modifiées par Alfred Nobel en 1887.

## Vente du procédé à l'Allemagne
Paul Vieille travaillait dans le même laboratoire que la « Société française de dynamite » qui avait connaissance de ses travaux. Celle-ci va s'ouvrir aux capitaux étrangers et entrer en bourse, en 1887, sous le nom de « Société Centrale de Dynamite ». En 1889, elle vendra à l’Allemagne, le brevet de la poudre sans fumée. Le procès qui s'ensuivit ne retint pas de culpabilité de la société dont un député et deux sénateurs faisaient partie du conseil d'administration.